# El manuscrito encontrado en Zaragoza (película)
El manuscrito encontrado en Zaragoza es el título en castellano de Rękopis znaleziony w Saragossie, una película polaca dirigida en 1965 por Wojciech Jerzy Has basada en la novela homónima del escritor polaco Jan Potocki.
La película fue estrenada en Polonia  sin cortar sus 180 minutos de metraje original, pero al llegar a Estados Unidos  se acortó hasta los 152 minutos y en el caso del Reino Unido no pasó de los 125. Durante los años 1990, Jerry García, junto con Martin Scorsese y Francis Ford Coppola, financiaron la restauración de una edición sin cortar de la película, que finalmente se editó en DVD  en el año 2001. Este mismo montaje fue editado en España conjuntamente por Versus Entertainment / Notro Films, en una edición de 2 discos en DVD, con libreto (Madrid, 2007).

## Influencia de la película
Entre los admiradores declarados de la película figuran los cineastas Luis Buñuel, Andrzej Wajda, Francis Ford Coppola, Martin Scorsese, Roman Polanski, Jean-Luc Godard, Terry Gilliam, David Lynch, Neil Jordan, Leos Carax, Paweł Pawlikowski, Lucrecia Martel o Guillermo del Toro, el actor Denis Lavant, el músico Jerry Garcia, el autor de cómics Art Spiegelman, y los escritores Edgar Morin, Susan Sontag, William Gibson, Carlos Fuentes, Angela Carter, Neil Gaiman (la vio múltiples veces, tras leer el libro en 2001), los críticos estadounidenses Annette_Insdorf, Jonathan Rosenbaum, y, en el ámbito hispánico, escritores, críticos e historiadores de cine como Diego Galán, Luis Alberto de Cuenca, José Enrique Monterde, Carlos Aguilar, Jesús Palacios, Antonio José Navarro, Antonio Domínguez Leiva y Diego Moldes.
Algunos de ellos han escrito:

Me gusta El Manuscrito encontrado en Zaragoza, novela de Potocky y película de Has, película que he visto tres veces, lo cual es excepcional y que encargué a Alatriste comprar para México a cambio de Simón del desierto.”  Luis Buñuel,Mi último suspiro, París, 1981. 
«Me encanta El manuscrito encontrado en Zaragoza, ambas, la novela de Potocki y la película de Has. Vi la película tres veces, lo que, en mi caso, es absolutamente excepcional.»  Luis Buñuel, Edición del DVD El manuscrito encontrado en Zaragoza, 2007.

Como la mayoría de los occidentales, llegué a Wojciech Has a través de El manuscrito encontrado en Zaragoza, una película que siempre me ha encantado. Pasaron muchos años antes de que pudiera ponerme al día con otras películas de Has, por ejemplo, El sanatorio, que fue una revelación. El libro de Annette Insdorf proporciona un contexto histórico bienvenido y una visión del logro de este singular cineasta. Hace mucho tiempo que se necesita un estudio crítico de Has, y nadie más que Insdorf podría haberlo escrito. Martin Scorsese, Nueva York, 2017.

Has es un genio completamente desconocido, probablemente el director polaco con más talento desde la guerra, con su propia sensibilidad y visión. Paweł Pawlikowski, director de la película ganadora del Oscar Ida.

POR QUÉ ME ENCANTA SER AUTOR...
Uno de mis libros favoritos es El manuscrito encontrado en Zaragoza, del conde Jan Potocki. Lo reseñé en la revista http://journal.neilgaiman.com/2001/12/i-really-do-plan-to-put-up-page-of.asp de diciembre de 2001.
Hace algunos años, conociendo mi afición por el libro, el autor Ian McDowell (que no debe confundirse con ningún otro Ian Mcauthors) me encontró una copia de la película. Estaba en dos cintas VHS y se había copiado tantas veces que, a pesar de haber comenzado en blanco y negro, ahora estaba cogiendo color. La vi durante semanas, una y otra vez: dos horas y media de una película peculiar, brillante, intrincada, divertida, aterradora, sexy y extraña, y luego la guardé y más tarde se la di a un amigo: cosas como esta, pensé, deberían seguir moviéndose. Ambientada en España, interpretada y dirigida por un polaco en 1965, era especial. Una vez que la regalé, comencé a dudar de si alguna vez la había visto entera. De vez en cuando me topaba con menciones de ella (Angela Carter, diciendo que la forma en que ella y Neil Jordan crearon En compañía de lobos, se inspiró en la película del Manuscrito encontrado en Zaragoza).
Y la incluí en American Gods.
El pasado agosto, llegó un mensaje a la línea de preguntas frecuentes, de alguien de una compañía de DVD, informándome de que saldría en DVD por estas fechas, y si me gustaría una copia.
Dije que sí. (¿Tenías que preguntar? Por eso me encanta ser autor).
Y llegó, una impresión en blanco y negro nítida y limpia, media hora más larga que la versión que había visto. Puede que sea la película más extraña y genial jamás hecha, para los que les gustan las historias.
Rotten Tomatoes ha recopilado algunas de las críticas sobre El manuscrito de Saragossa (1965): Zbigniew Cybulski, Iga Cembrznska, Joanna Jedryka, Wojciech Has. Puedes comprarlo en cualquiera de los sitios habituales. Dile a la gente que lo quieres para tu cumpleaños. Averigua si tu biblioteca o videoclub local lo va a tener. Tienes que ver esta película. Confía en mí. Neil Gaiman, Londres, 5 de abril de 2002.

La diferencia entre el El manuscrito encontrado en Zaragoza y cualquier otro film anterior o posterior es que el tiempo del relato es distorsionado en todos sus elementos, es decir, su orden, su duración y su frecuencia. Como paradigma del relato no lineal el film de Has establece una <<subversión del orden o anacronía>>, en palabras de Sánchez Noriega, en grado sumo, llevándolo a su máxima expresión, combinando los dos recursos siguientes:

a)	Analepsis (flashback o retrospección)
b)	Prolepsis (flashforward o anticipación).

Para el espectador convencional tal cantidad de retrospecciones y anticipaciones le llevan a perder la referencia temporal central, es decir, a no distinguir cuál es el tiempo presente, del pasado y del futuro. Esto, que algunos espectadores perezosos han señalado como un defecto narrativo del film de Has, es lo que constituye su mayor logro. Los continuos insertos analépticos y prolépticos (sin ningún distingo narrativo mediante fundidos, flous, distorsiones de imágenes borrosas, etc., todas ellas transiciones propias del Modo Institucional de Representación) lejos de aclarar la trama la enmarañan, porque el demiurgo (Has, Potocki) lo que busca es la empatía entre el protagonista Van Worden y el espectador y si el militar valón está perdido en un laberinto intertextual mediante la maquinación del gran jeque de los Gomélez, ayudado por el cabalista, Rebeca Uceda, Eminea y Zibedea…, para situarle en una sucesión de pruebas o itinerarios iniciáticos que él, y con él el espectador, deberá ir revelando y desvelando. La modernidad de la propuesta es tal que entronca con Rayuela (1963), de Cortázar, esto es, un juego en el que el espectador o lector debe participar en grado similar al que lo hace el protagonista de la historia. La combinación de flashbacks y flashforwards sin ningún tipo de distingos visuales acaba por generar una confusión, sí, pero confusión premeditada destinada a una iluminación o dilución final. Dicho de otro modo, la simbología y el esoterismo de la película (y más aún de la novela que adapta) pretenden que del caos y la confusión surja una verdad esotérica: que nada es ni ha sido, que todo está en todo, que pasado y presente son futuro y al revés, que el tiempo y el espacio no existen, que vivimos en una ilusión. Somos sombras a la deriva, como Van Worden, y no sabemos si antes de nuestra existencia ya existíamos y si después de la misma, lo que llamamos vida, seguiremos existiendo. El calado filosófico del film, llegados a este punto, es de una profundidad casi metafísica y, en cierto modo, teológica, al tiempo que roza la neurosis o el dèjá vu, pues las ideas de no retorno, de que no hay principio ni final en la existencia convierte la figura clásica narrativa del tipo introducción-nudo-desenlace en una espiral sin fin. Diego Moldes, Madrid, 2009.

## Premios
Medallas del Círculo de Escritores Cinematográficos
| Categoría                          | Nominados                            | Resultado |
| ---------------------------------- | ------------------------------------ | --------- |
| Mejor película de salas especiales | El manuscrito encontrado en Zaragoza | Ganadora  |